# Отворено обучение
Това понятие включва всички организирани образователни дейности, под ръководството на образователна организация, които са достъпни за обучаващите се по отношение на множество критерии, като например време, темпо и място на учене.
Отвореното обучение (ОО) е перспективен вид обучение, съответстващо на обществените и личностните потребности, едно от най-модерните образователни средства, което влияе комплексно върху личността и засилва активната познавателна дейност на обучаемите. То е изградено на принципи като гъвкавост, самоконтрол и самооценка чрез системи от тестове, паралелност с осъществяваната професионална дейност, свобода на избора на време, място, темп и технологии на обучението, възможност за образование през целия живот.
ОО е педагогически метод, при който обучаемият е независим, той сам намира среда извън традиционната класна стая, за да учи със свое собствено темпо и да използва своите умения и опит. „Отворената гъвкава стая“ може да бъде заместник на традиционната класна стая, например за учащи, които избират да учат изцяло по свой собствен начин, или може да бъде разглеждана като допълнение на обичайния начин на водене на учебните занятия. Накрая, средата за ОО е удобна най-вече за хора, които работят.
Предимствата на ОО са:
- гъвкавост – възможност за обучение в удобно време, място и темпо;
- разнообразие в методите за обучение;
- голям набор от материали за обучение;
- възможност за участие в електронни семинари;
- текстови контрол върху качествата на знанията;
- възможност за образование през целия живот;
- възможност за обучение успоредно с основната професионална дейност;
- възможност за създаване на индивидуални учебни планове;
- възможност за използване на високотехнологични средства за обучение.

ОО допринася за развиване на следните умения:
- изграждане на свой собствен начин на учене;
- формиране на самодисциплина;
- самостоятелно обучение;
- работа с програмни продукти;
- запознаване с нови технологии;
- засилва активната познавателна дейност.

Недостатъци на ОО:
- липса на пряк контакт с преподаватели и колеги;
- неравнопоставеност в достъпа до електронния курс;
- допринася за получаването на празнини в знанията;
- технически ограничения;
- обучаващия се трябва да притежава компютърни умения има потенциален риск от срив в системата (хардуер или софтуер).

## Интересни статии по темата
- Статия с въпроси и отговори за отвореното обучение Архив на оригинала от 2011-06-06 в Wayback Machine.
- Конкретен пример за отворено обучение
- Кратки исторически бележки Архив на оригинала от 2008-12-05 в Wayback Machine.